# YAwS
Марк Фёрстер (род. 19.01.1990), также известный под ником «yAwS» — профессиональный немецкий киберспортсмен, игрок в Warcraft III (человек). Известен выступлениями за немецкие профессиональные команды  mTw, Team ALTERNATE и starComa.tagan.

## Карьера
Наибольших успехов Марк Фёстер добивается на турнирах серии ESL Pro Series, проходящих в Германии. Тринадцатый сезон лиги Марк заканчивает вторым, а в 2009 году одерживает победу по итогам пятнадцатого сезона EPS Germany.
Марк Фёрстер дважды выступает в финальной части чемпионата мира World Cyber Games. В 2008 году он занимает третье место в отборочном турнире, так и не сумев выйти из группы. 2009 год становится более успешным для игрока: он выходит из группы с первого места, одерживает победу над польским киберспортсменом в первом матче плей-офф, однако затем проигрывает китайскому игроку Лу Вэйляну («Fly100%») и в итоге занимает лишь 5/8-е место.
В апреле 2009 года «yAwS» решает прекратить выступления за национальную команду Германии из-за плохих взаимоотношений с немецким киберспортивным сообществом, критикующим Марка, а также его партнёра по команде Даниэля Спенста («XlorD»), за отсутствие побед на международных турнирах. Чуть позже Фёрстер и Спенст объявляют о завершении киберспортивной карьеры, однако оба ещё некоторое время продолжают выступления.
В 2015 году на ежегодном турнире World Cyber Arena в Китае Марк занимает второе место.

## Достижения
2008 год
- ESL Pro Series Season XIII Finals (Германия, Кёльн) — 3815$

2009 год
- ESL Pro Series Season XV Finals (Германия, Кёльн) — 5115$

2015 год
 World Cyber Arena 2015 (Китай, Иньчуань) — 30 964 $